# Sichuanmatkop

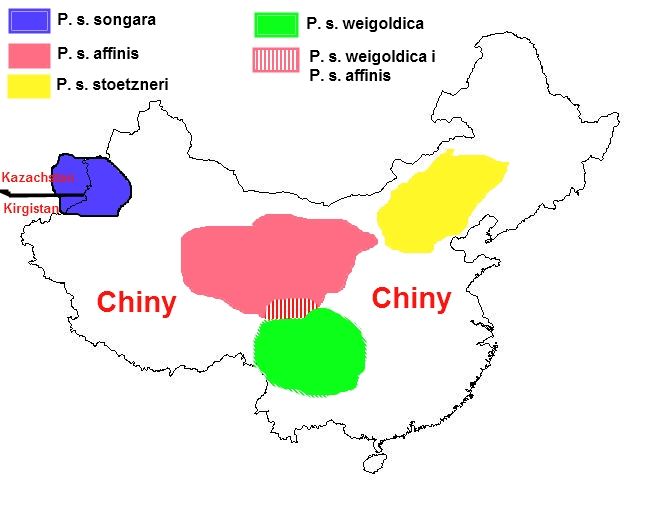
Verspreidingsgebied van de diverse ondersoorten songarusmezen. Groen: het verspreidingsgebied van Poecile weigoldicus

De sichuanmatkop (Poecile weigoldicus) is een zangvogel uit de familie Paridae (mezen). Deze vogel is genoemd naar de Duitse ornitholoog Hugo Weigold (1886-1973). Eerder werd deze vogel beschouwd als een ondersoort van de matkop (Poecile montanus weigoldicus).

## Verspreiding, leefgebied en status
De Euraziatische matkop heeft een groot verspreidingsgebied in Azië. Een aantal soorten in Kazachstan, Kirgizië en het noorden van China en het Tiensjan-gebergte wordt vaak beschreven als een andere soort, de zogenaamde songarusmees, Poecile songarus met weer vier ondersoorten (zie kaartje).
Op de IOC World Bird List staan drie van deze songarusmezen als ondersoort van de matkop (P. montanus). Eén ervan, Poecile songarus weigoldicus, die voorkomt in zuidwestelijk China, wordt wel als een aparte soort opgevoerd.

## Status
De grootte van de populatie is niet gekwantificeerd maar de soort wordt omschreven als heel algemeen. Op de Rode lijst van de IUCN heeft deze soort de status niet bedreigd.